# Lauryn Canny

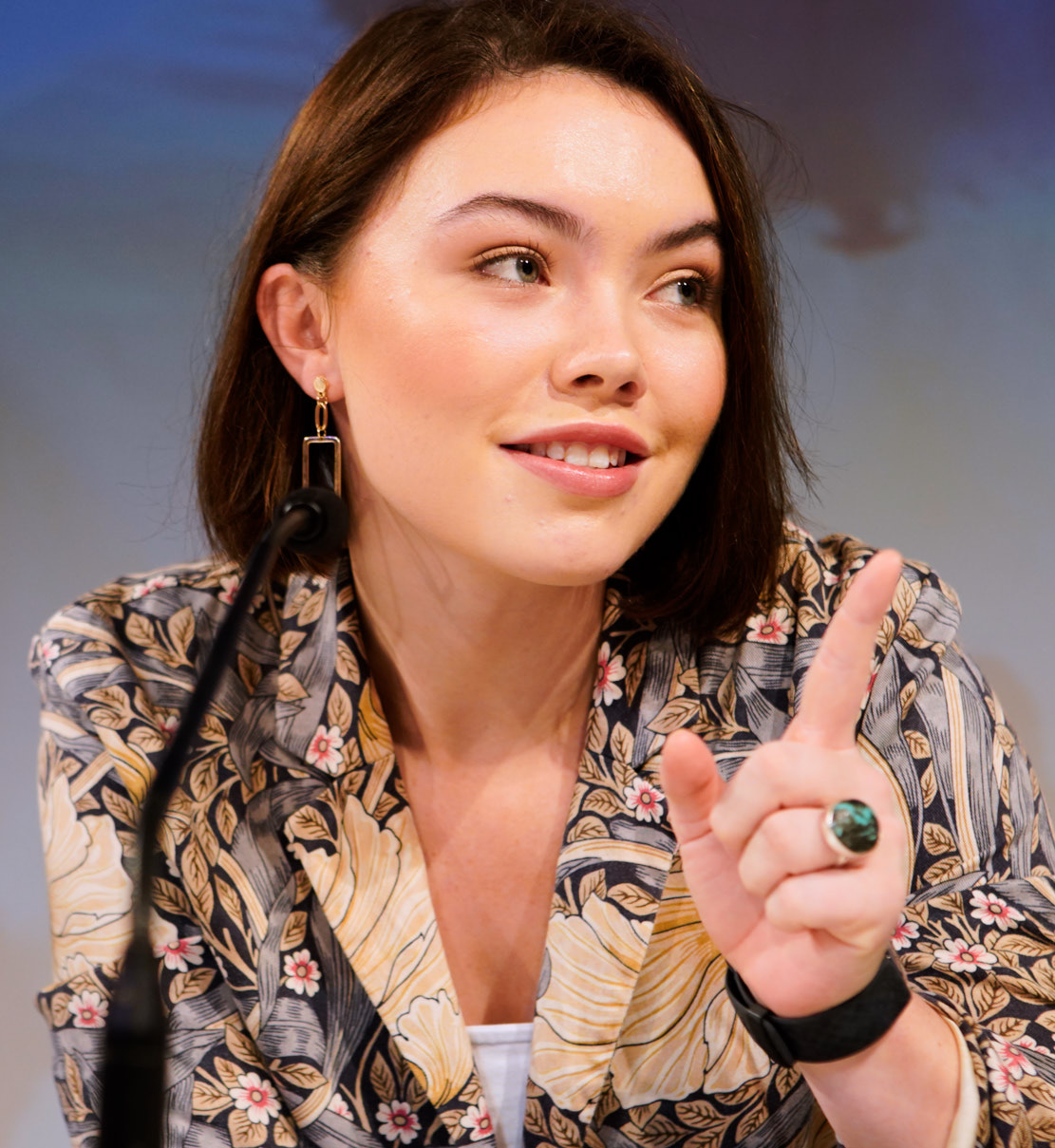
Lauryn Canny (2019)

Lauryn Canny (* 1998 in Dublin) ist eine irische Schauspielerin.

## Leben und Karriere
Canny wurde im Jahr 1998 in Dublin geboren. Ihre Familie stammt ursprünglich aus County Clare. Sie besuchte die St Mac Dara's Community College in Templeogue. Ihr Debüt gab sie 2013 in dem Film A Thousand Times Good Night. Anschließend war sie 2014 in der Serie Amber zu sehen.
Außerdem wurde Canny 2015 für den Film Die Trapp Familie – Ein Leben für die Musik gecastet. Ihre erste Hauptrolle bekam sie 2019 in Darlin’. 2021 trat sie in Dating Amber auf. Unter anderem spielte Canny 2023 in dem Fernsehfilm Wrapped mit.

## Filmografie
Filme
- 2013: A Thousand Times Good Night
- 2014: Poison Pen
- 2015: Die Trapp Familie – Ein Leben für die Musik
- 2018: Salt Water
- 2019: Darlin’
- 2019: Limbo
- 2021: Dating Amber
- 2023: Wrapped
- 2025: Breeders

Serien
- 2014: Amber
- 2020: Normal People
- 2023: Der Irland-Krimi